# Jan Chebda
Jan Chebda z Niewiesza herbu Pomian (zm. w 1454 roku) – protonotariusz apostolski, administrator diecezji poznańskiej w 1439 roku, archidiakon gnieźnieński w 1435 roku, kanonik wrocławski i krakowski w 1453 roku, kanonik poznański w 1434 roku,  kanonik gnieźnieński  przed 1433 rokiem, kanonik uniejowski przed 1404 rokiem, kanonik kruszwicki przed 1417 rokiem, dziekan włocławski od 1417 roku.